# لنده (دزپارت)
لَنده، روستایی در دهستان دهدز بخش مرکزی شهرستان دزپارت در استان خوزستان ایران است.

## مشاهیر
- عباس عالی پوران  شاعر، نویسنده فارسی زبان از اهالی این روستا میباشد.

## جمعیت
بر پایه سرشماری عمومی نفوس و مسکن در سال ۱۳۹۵، جمعیت این روستا برابر با ۲۵۲ نفر (۵۵ خانوار) بوده است.